# Eldorado Airport (flygplats i Argentina)
Eldorado Airport är en flygplats i Argentina.   Den ligger i provinsen Misiones, i den nordöstra delen av landet, 1 000 km norr om huvudstaden Buenos Aires. Eldorado Airport ligger 204 meter över havet.
Terrängen runt Eldorado Airport är platt. Närmaste större samhälle är Puerto Eldorado, 12,0 km väster om Eldorado Airport.
I omgivningarna runt Eldorado Airport växer i huvudsak städsegrön lövskog. Runt Eldorado Airport är det ganska glesbefolkat, med 40 invånare per kvadratkilometer.